# Parafia św. Matki Teresy z Kalkuty w Adamowiźnie
Parafia pw. Świętej Matki Teresy z Kalkuty w Adamowiźnie – parafia rzymskokatolicka znajdująca się w dekanacie grodziskim, archidiecezji warszawskiej, metropolii warszawskiej.
Parafia liczy 4200 wiernych.

## Proboszczowie
- ks. Mariusz Brzostek (od 2011 administrator, 2012–2023 proboszcz)[2]
- ks. Konrad Zawłocki (od 2023)[3]

## Zasięg parafii
W granicach parafii znajdują się miejscowości:

- Adamowizna,
- Kałęczyn,
- Janinów,
- Mościska,
- Odrano-Wola,
- Zapole,
- Musuły,
- Szczęsne,
- Radonie,
- Osowiec.